# Czeller Béla
Czeller Béla (Győr, 1954. július 28. –) 3-szoros Európa-bajnok, 6-szoros Magyar Bajnok jet-ski versenyző. 1992-ben, 38 évesen kezdett versenyszerűen jet-skizni.

## Sportvezetői tisztségek
- 1992.               Magyar Jet-Ski Szövetség alapítója
- 1992-1999.     Magyar Jet-Ski Szövetség, alelnök
- 1997-1999.     Magyar Motorcsónak Szövetség, elnökségi tag
- 2000-2019.     Magyar Motoros Vízisport Szövetség, alelnök
- 2003-2012.     Nemzeti Sportszövetség, Felvételi és Minősítő Bizottsági tag
- 2004-2014.     UIM (Nemzetközi Motorcsónak Szövetség) Aquabike Bizottság bizottsági tag
- 2016-2021.     Nemzeti Versenysport Szövetség, elnökségi tag
- 2017-2021.     Nemzeti Versenysport Szövetség, Felvételi és Minősítő Bizottsági tag
- 2018-2021.     Nemzeti Versenysport Szövetség, Sportszakmai és Stratégiai Bizottsági tag
- 1996-              Magyar Jet-Ski nemzeti válogatott szövetségi kapitány
- 2000-              Magyar Jet-Ski Szövetség, elnök

### Állami kitüntetései
- Sport Nívódíj miniszteri kitüntetés (2002)

### Sportszövetségi kitüntetései
- JET-SKI SPORT ÉV MEGLEPETÉSE (2000)
- JET-SKI SPORT ÉV VERSENYZŐJE (2002)
- JET-SKI SPORT ÖRÖKÖS VERSENYZŐJE (2006)
- JET-SKI SPORT DOYENJE (2014)